# زواج المثليين في جزر بيتكيرن
أصبح زواج المثليين قانونيا في إقليم ما وراء البحار البريطانية جزر بيتكيرن منذ 14 أيار/مايو 2015، رغم عدم وجود أزواج مثليين يعيشون حاليا في الجزيرة. أقر مجلس الجزيرة بالإجماع مرسومًا لتشريعه في 1 أبريل 2015، ووقع عليه الحاكم جوناثان سنكلير في 5 مايو. وتم نشره في 13 مايو 2015.
| Voted for |
| --------- |
| 7         |